# AdePlast SA
AdePlast SA este o companie producătoare de materiale de construcții din Oradea, înființată în 1994.
Din anul 1996 dl Marcel Barbut devine asociat. Se înființează punctul de lucru AdePlast care începe producția de adezivi de faianță.
Adeplast este specializată în producția de mortare uscate,polistiren,vopsele și tencuieli decorative
Comercializează schele, cofraje, mașini și tehnică în construcții, polistiren extrudat și vată minerală.
În anul 2004 se construiește prima fabrică modernă la Oradea cu o capacitate de 250.000 tone anual.
Din 2007, compania aparține, în proporție de 99,99%, lui Marcel Barbut
Marcel Barbut a decis amânarea listării la Bursă...
Tot în 2008, Adeplast ajunge numărul 2 pe piața de adezivi după vânzări.
În paralel s-a construit o fabrică de vopsele la Oradea.Această fabrică este total automatizată fiind cea mai modernă din estul Europei.
AdePlast ajunge la o capacitate anuală de producție de 700.000 de tone de mortare uscate și 20.000 de tone de vopsele.
În august 2011, AdePlast a inaugurat o fabrică de polistiren la Ploiești cu o capacitate de 700.000 metri cubi anual (cea mai mare și mai modernă de acest fel din Europa), în urma unei investiții de peste 4 milioane de euro.
În anul 2012 ."Adeplast" a cumpărat fabricile de polistiren expandat "Zentyss".
La Ploiești s-a deschis o fabrică de vopsele și tencuieli decorative, automatizată, cu o capacitate de 50000 de tone anual.
În 2013 AdePlast preia operațiunile Düfa pentru România și Bulgaria.
Marcel Bărbuț nu a renunțat la ideea listării la Bursă.Bărbuț: "Mă gândesc la listarea AdePlast pe Bursă"
În iulie 2013 Marcel Bărbuț a luat decizia de a cumpăra un mic producător de mortare uscate sau polistiren în apropiere de Viena. 
Din 2015 AdePlast devine importator exclusiv pentru producătorul de membrane Pluvitec. 
Din anul 2015 toate fabricile AdePlast dețin certificare europeană ETAG 004 pentru termosisteme. AdePlast este singurul producător ce deține în mod real această certificare.
Tot din anul 2016 AdePlast este importator de vată minerală bazaltică Petralana din Polonia.
În 2016 AdePlast a trecut cu succes printr-o verificare amănunțită a autorităților maghiare pentru exporturile de produse către Ungaria, în mod special pe Termosisteme.
Termosistemul AdePlast a fost supus la un test de foc cu flacără directă timp de o oră.
Număr de angajați:
| Anul           | 1996 | 1997 | 1998 | 1999 | 2000 | 2001 | 2002 | 2003 | 2004 | 2005 | 2006 | 2007 | 2008 | 2009 | 2010 | 2011 | 2012 | 2013 | 2014 | 2015 | 2016 |
| -------------- | ---- | ---- | ---- | ---- | ---- | ---- | ---- | ---- | ---- | ---- | ---- | ---- | ---- | ---- | ---- | ---- | ---- | ---- | ---- | ---- | ---- |
| Număr angajați | 1    | 4    | 10   | 25   | 50   | 55   | 75   | 80   | 80   | 89   | 99   | 123  | 127  | 135  | 145  | 155  | 166  | 245  | 259  | 285  | 341  |

Rezultate financiare (milioane euro):
| Anul             | 1996         | 1997          | 1998            | 1999     | 2000     | 2001     | 2002     | 2003     | 2004     | 2005     | 2006     | 2007     | 2008     | 2009     | 2010     | 2011     | 2012     | 2013      | 2014     | 2015     | 2016    |
| ---------------- | ------------ | ------------- | --------------- | -------- | -------- | -------- | -------- | -------- | -------- | -------- | -------- | -------- | -------- | -------- | -------- | -------- | -------- | --------- | -------- | -------- | ------- |
| Cifra de afaceri | 12.233 (RON) | 305.586 (RON) | 1.188.174 (RON) | 2,0 EUR  | 2,6 EUR  | 3,5 EUR  | 5,4 EUR  | 6,9 EUR  | 11,6 EUR | 17,3 EUR | 26 EUR   | 30 EUR   | 31 EUR   | 26,8 EUR | 30,1 EUR | 33,7 EUR | 41,5 EUR | 56.78 EUR | 67.5 EUR | 68.9 EUR | 77 EUR  |
| Profit net       | 3.804 (RON)  | 128.903 (RON) | 469.943 (RON)   | 0,14 EUR | 0,32 EUR | 0,46 EUR | 1,04 EUR | 1,36 EUR | 1,76 EUR | 3,53 EUR | 4,91 EUR | 3,63 EUR | 2,35 EUR | 1,38 EUR | 3,11 EUR | 1,52 EUR | 3,31 EUR | 2,04 EUR  | 2.8 EUR  | 3.08 EUR | 5.6 EUR |